# Hemicaranx
Hemicaranx es un género de peces de la familia Carangidae, del orden Perciformes. Este género marino fue descrito por primera vez en 1862 por Pieter Bleeker. 

## Especies
Especies reconocidas del género:
- Hemicaranx amblyrhynchus (G. Cuvier, 1833)
- Hemicaranx bicolor (Günther, 1860)
- Hemicaranx leucurus (Günther, 1864)
- Hemicaranx zelotes C. H. Gilbert, 1898